# Bulbophyllum haniffii
Bulbophyllum haniffii là một loài phong lan thuộc chi Bulbophyllum.